# Полтавська сільрада (Ставропольський край)
Полтавська сільрада (Полтавський сєльсовєт, рос. Полтавский сельсовет) — муніципальне утворення у складі Курського району, Ставропольський край, Росія.
Адміністративний центр — село Полтавське.

## Географія
Сільське поселення знаходиться в центральній частині Курського району і межує практично з усіма сільрадами району.

## Населення
Згідно з підсумками Всеросійського перепису населення 2010 року:
| Національність | Численність, осіб. | Доля   |
| -------------- | ------------------ | ------ |
| росіяни        | 4 063              | 56,6 % |
| даргинці       | 932                | 13,0 % |
| чеченці        | 384                | 5,4 %  |
| аварці         | 357                | 5,0 %  |
| кумики         | 240                | 3,3 %  |
| вірмени        | 223                | 3,1 %  |
| кабардинці     | 158                | 2,2 %  |
| грузини        | 154                | 2,1 %  |
| осетини        | 134                | 1,9 %  |
| інші           | 530                | 7,4 %  |

## Населені пункти
До складу сільського поселення входять 8 населених пунктів:
1. село Полтавське
2. хутір Дидимкін[ru]
3. селище Ага-Батир
4. хутір Привольний[ru]
5. хутір Кіровський[ru]
6. хутір Моздокський[ru]
7. хутір Тарський
8. хутір Новоіванівський